# ウィーク・オブ・ウェディング
『ウィーク・オブ・ウェディング』（原題:The Week Of）は2018年に配信されたアメリカ合衆国のコメディ映画である。監督はロバート・スミゲル、主演はアダム・サンドラーとクリス・ロックが務めた。なお、本作はスミゲルの映画監督デビュー作である。

## 概略
子供たちが結婚することになったため、ケニーとカービィは協力して結婚式の準備に当たることになったが、2人は生き方から性格に至るまで正反対であった。当然、2人の関係はギクシャクすることになった。しかし、トラブルはそんな2人に容赦なく降りかかるのだった。

## キャスト
- アダム・サンドラー - ケニー・ラスティグ（吹替：森川智之）
- クリス・ロック - カービィ・コルティス（吹替：江藤博樹）
- レイチェル・ドラッチ - デビー・ラスティグ（吹替：安永亜季）
- スティーヴ・ブシェミ - チャールズ（吹替：青山穣）
- アリソン・ストロング - サラ（吹替：堀越知恵）
- クロエ・ヒメルマン - ローズ
- ケイティ・ハートマン - ロビン
- ジェイク・リップマン - アイザック
- スコット・コーエン - ロン・エリマン
- メラニー＝ニコルズ・キング - カトリーナ
- ノア・ロビンス - ノア
- モーリー・ギンズバーグ - ジェイ
- リズ・ラーセン - ジュリア・カッツ
- パトリシア・ブレチャー - セルマ
- テディ・コルカ - ドミニク
- ジム・バローネ - シーモア
- ローランド・バック三世 - タイラー
- ギャリー・パストーレ - ジョン・バローネ市長
- ロブ・モーガン - マーヴィン
- ジャーマール・テレル・ガードナー - エスリッジ
- チャック・ナイス - レオナルド
- ケナージャン・ベントレー - ジャーメイン
- ジョエル・マーシュ・ガーランド - マジシャンのケント
- ダン・パトリック - 野球のコーチ
- その他の日本語吹き替え：島田愛野／米田基裕／伊藤亜祐美／森宮隆／美々／中川明佳／田村千恵／武藤志織／堀越知恵／虎島貴明／前田弘喜／早川毅／吉野裕行／野田てつろう／川岸上子／米倉希代子／佐々木義人／篠原孝太朗／角田雄二郎／庄司まり／村瀬迪与／谷口悠／俊藤光利

演出：工藤美樹、翻訳：赤池ひろみ、制作：ACクリエイト

## 製作・マーケティング
2017年4月25日、アダム・サンドラーとクリス・ロックがNetflixの新作映画に出演するとの報道があった。6月26日、ローランド・バック三世が本作に起用されたと報じられた。7月、パトリシア・ブレチャーとアリソン・ストロングの出演が決まった。また、本作の主要撮影は同月中に始まった。8月、ジャーマール・テレル・ガードナーとロブ・モーガンがキャスト入りした。
2018年2月1日、本作のオフィシャル・トレイラーが公開された。4月27日、ルパート・グレッグソン＝ウィリアムズが本作で使用される楽曲を手掛けていたと報じられた。

## 評価
本作に対する批評家からの評価は芳しいものではない。映画批評集積サイトのRotten Tomatoesには26件のレビューがあり、批評家支持率は27%、平均点は10点満点で3.86点となっている。サイト側による批評家の見解の要約は「『ウィーク・オブ・ウェディング』はアダム・サンドラーとロバート・スミゲル監督がコラボした作品がさらに製作されることを示唆しているが、同作は魅力に欠ける作品であり、その設定も陳腐である。これ以上のコラボは勧めない。」となっている。また、Metacriticには11件のレビューがあり、加重平均値は41/100となっている。